# Johann Weichard von Valvasor

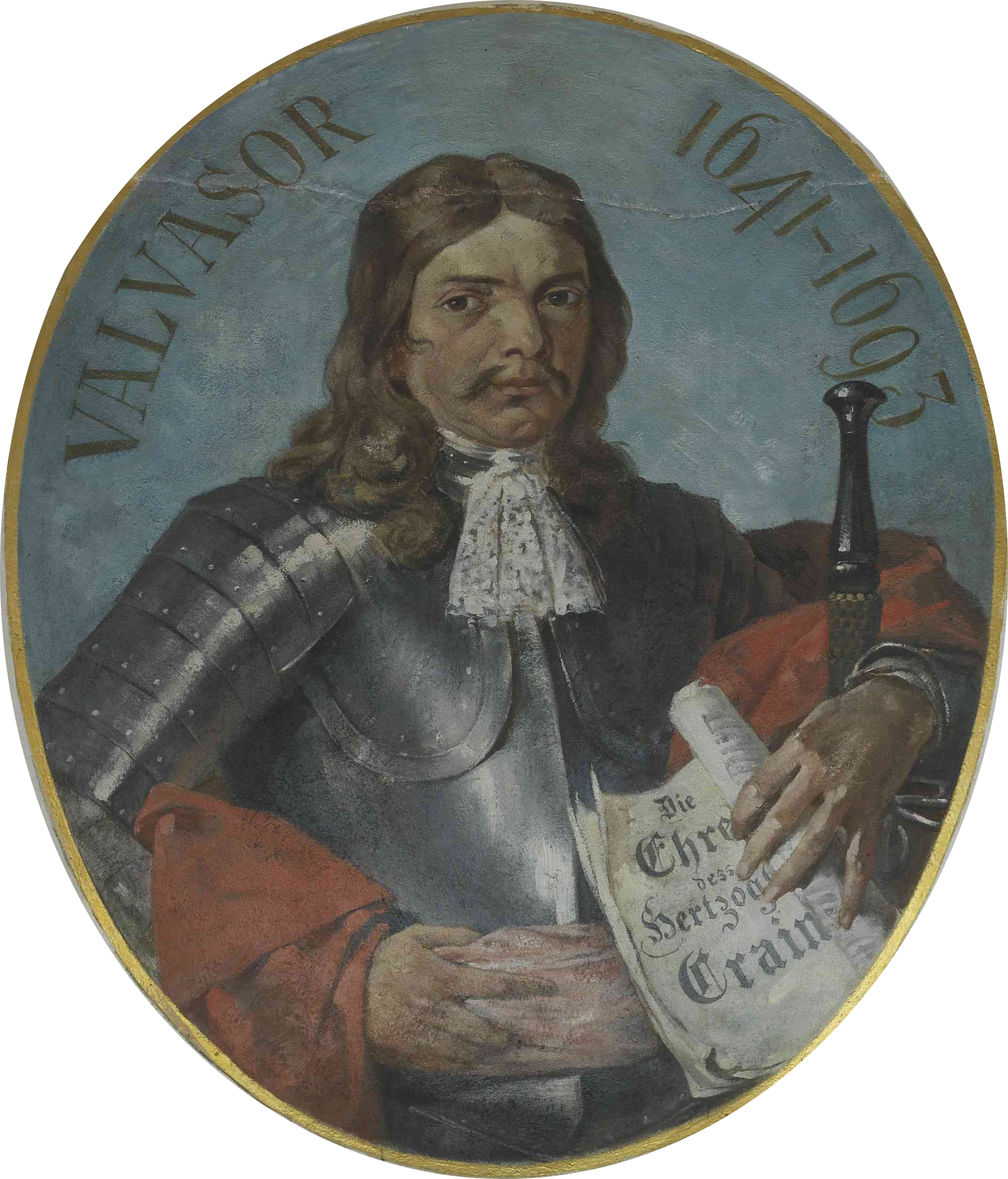
Valvasor Jurij Šubic festményén

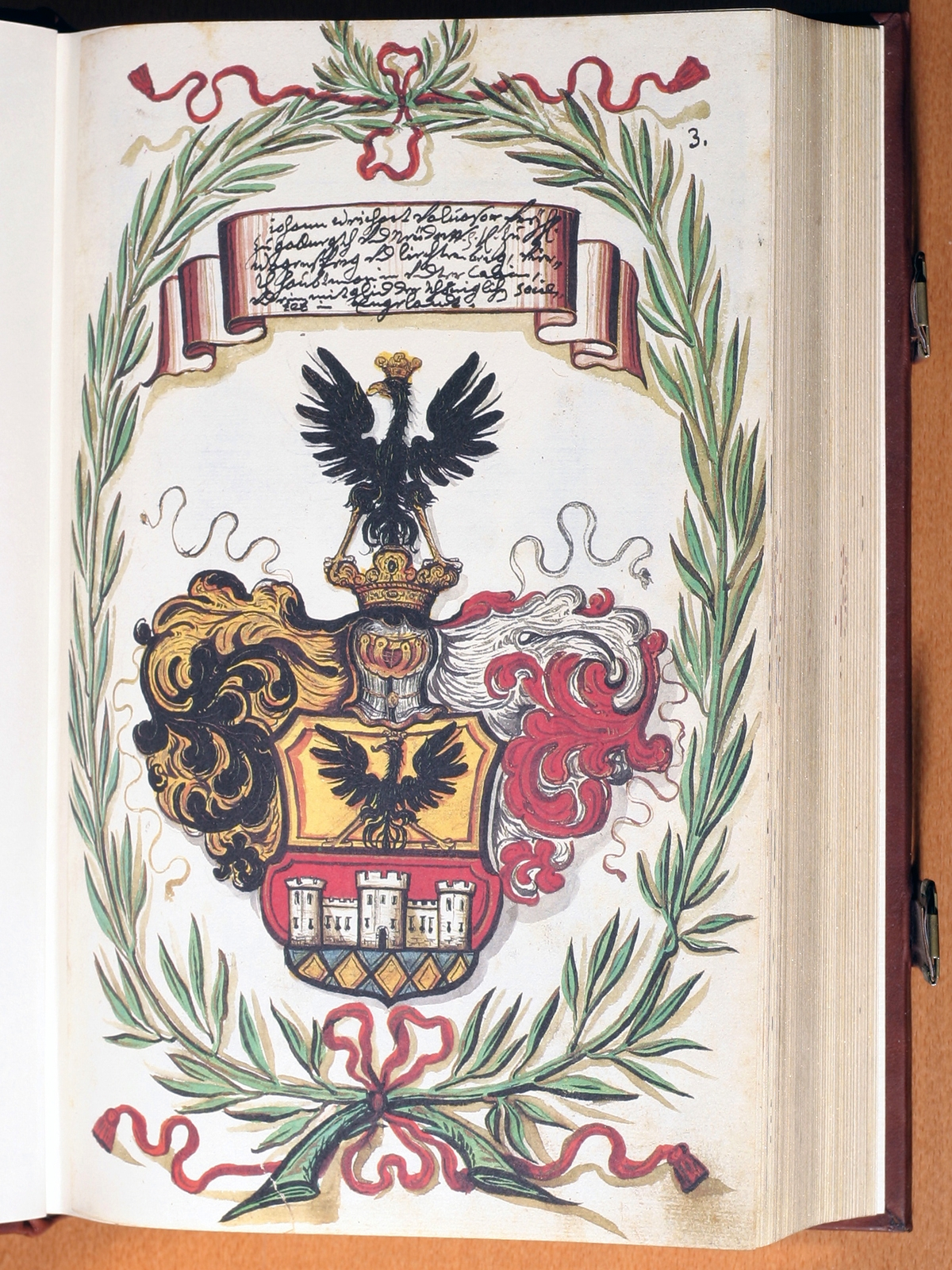
Valvasor-címer

Báró Johann Weichard von Valvasor (Laibach, keresztelője 1641. május 28. – Gurfkeld, 1693. szeptember 19.) szlovéniai tudós, történetíró. A neve előfordul Ivan Wiechert, Wieckart, Weikhard alakban is, szlovénül: Janez Vajkard Valvasor.

## Élete
Ősei az észak-itáliai Bergamo tartományból származtak és a 16. században települtek le Krajnában, a mai Szlovénia középső részén. Apja  Bartholomäus, krajnai birtokos és tisztségviselő, valamint anyja báró Anna Maria Rauber tizenkettedik gyermeke volt. Fiatalságát valószínűleg Laibachban, valamint Gallenegg és Gallenberg kastélyában töltötte. Apja tízéves korában meghalt. Ekkor már a laibachi jezsuita iskolában tanult. Tanulmányai befejeztével 17 évesen 14 évig tartó európai utazást tett, sőt eljutott Észak-Afrikába is. Különféle európai egyetemeket látogatott. 1663-64-ben Zenggben csatlakozott a hadsereghez. A horvátországi fronton Zrínyi Miklós parancsnoksága alatt részt vett a törökellenes háborúban. 1672-ben feleségül vette Anna Rosina Grafenwegert (második felesége Ana Maksimila Zetschker volt) és megszerezte a Litija (Littai) melletti Wagensperg kastélyt, ahol 1678-tól az írásnak és a könyvnyomtatásnak szentelte magát. Hangszereket, tudományos műszereket, ásványokat, érmeket  gyűjtött. Új vasöntési módszert dolgozott ki. Kedvtelése annyira kimerítette anyagi erejét, hogy élete végén kénytelen volt eladni Wagensperget, óriási könyvtárát és nyomtatvány-gyűjteményét. Az izlakei családi sírboltban temették el.

## Munkássága
Terjedelmes hidrológiai értekezése 1688-ban a londoni Royal Society tagságát jelentette számára. A karsztjelenség tanulmányozásának úttörője volt. Főműve a  Die Ehre deß Herzogthums Crain (1689), Krajna leírása, mely 15 kötetben, 3532 lapon 528 illusztrációt és 24 mellékletet tartalmaz.  Értékes heraldikai munkásságot fejtett ki. Műveire Nagy Iván is többször hivatkozott.
Opus Insignium Armorumque (1688 k.) című műve híres osztrák és szlovéniai személyiségek, nemesek, intézmények és egyes polgárok címerét tartalmazza. Összesen 2041 címer rajza található meg benne. Ezeket kezdetben maga Valvasor rajzolta, majd Bartholomaeus Ramschisslu címerfestő festette meg. A címerkönyv elkészítése olyan költséges volt, hogy Valvasornak könyvtárát és több birtokát is el kellett adnia. A mű reprint kiadása 1993-ban jelent meg Szlovéniában két kötetben. Először néhány képzeletbeli címer látható benne, majd krajnai, stájer,  karintiai, német és más címereket, végül a címerek mutatóját tartalmazza.

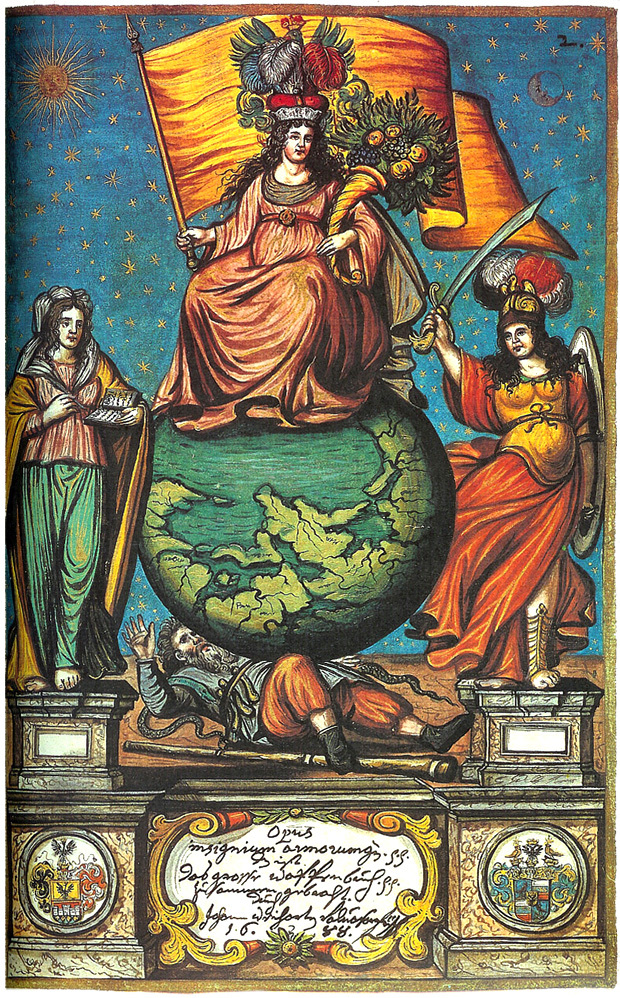
Valvasor heraldikai művének címlapja (1688 k.)
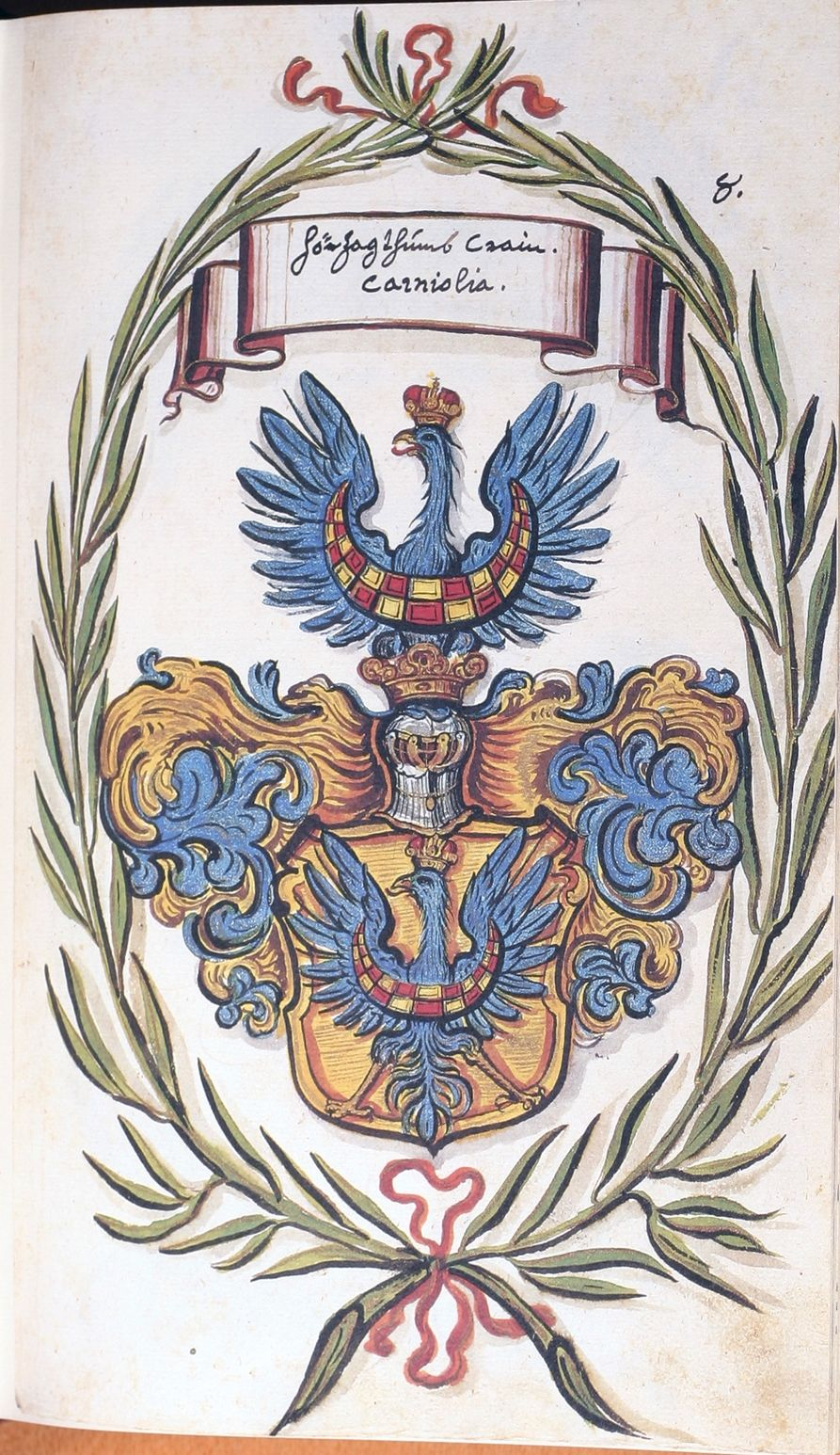
A krajnai címerek fejezetének kezdőlapja Valvasor heraldikai művéből
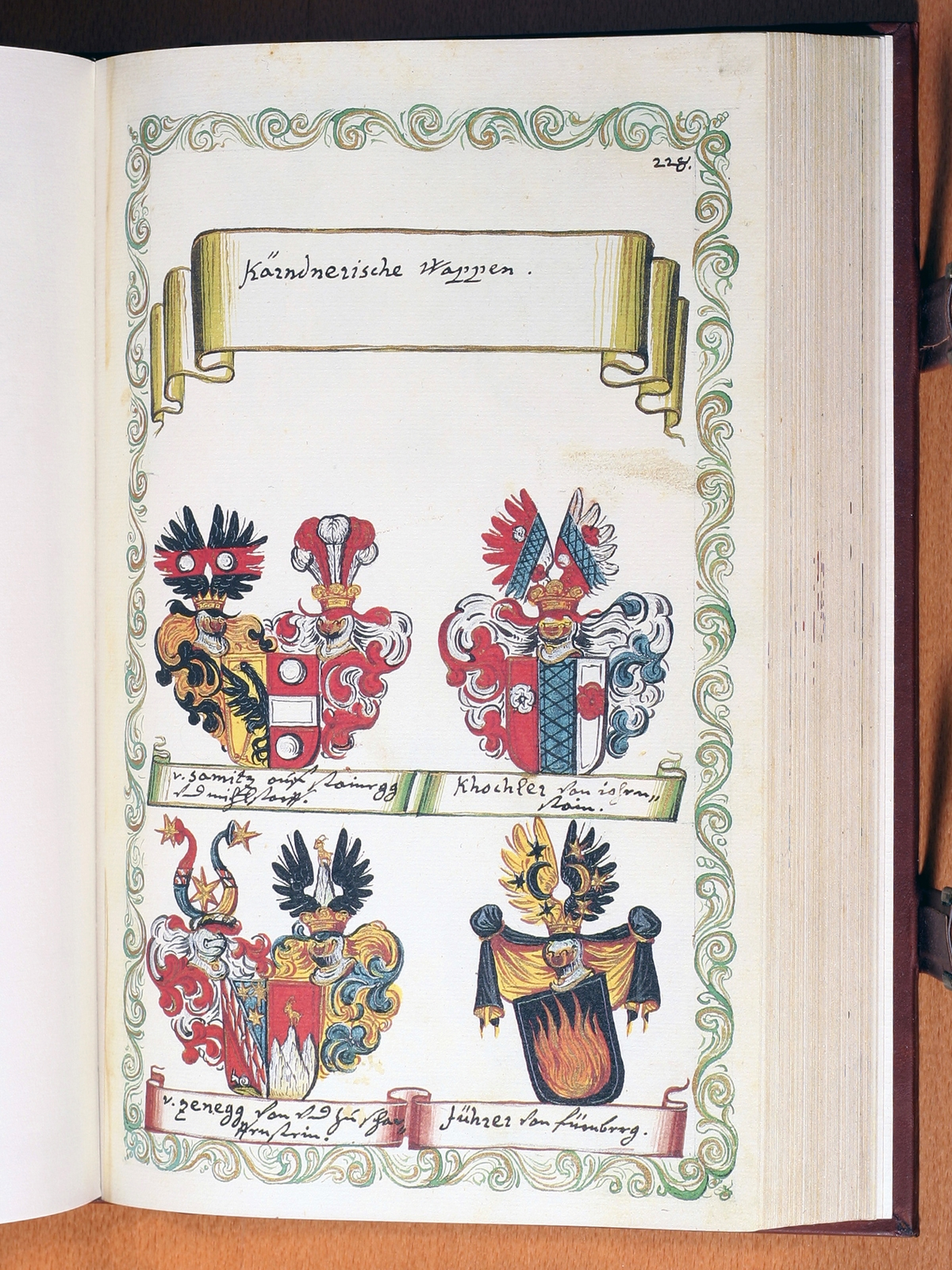
A karinthiai címerek fejezetének kezdőlapja Valvasor heraldikai művéből
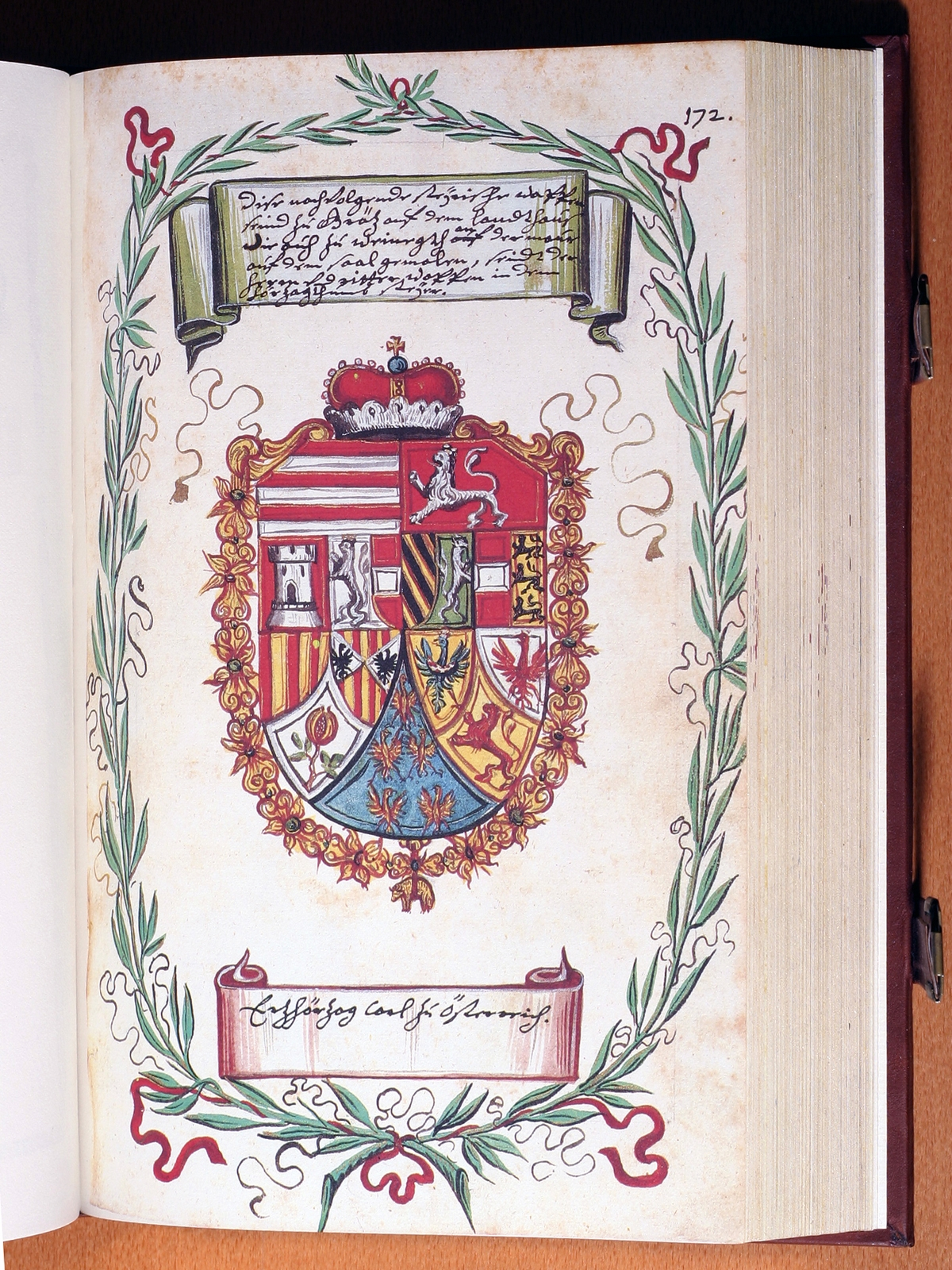
A stájer címerek fejezetének kezdőlapja Valvasor heraldikai művéből
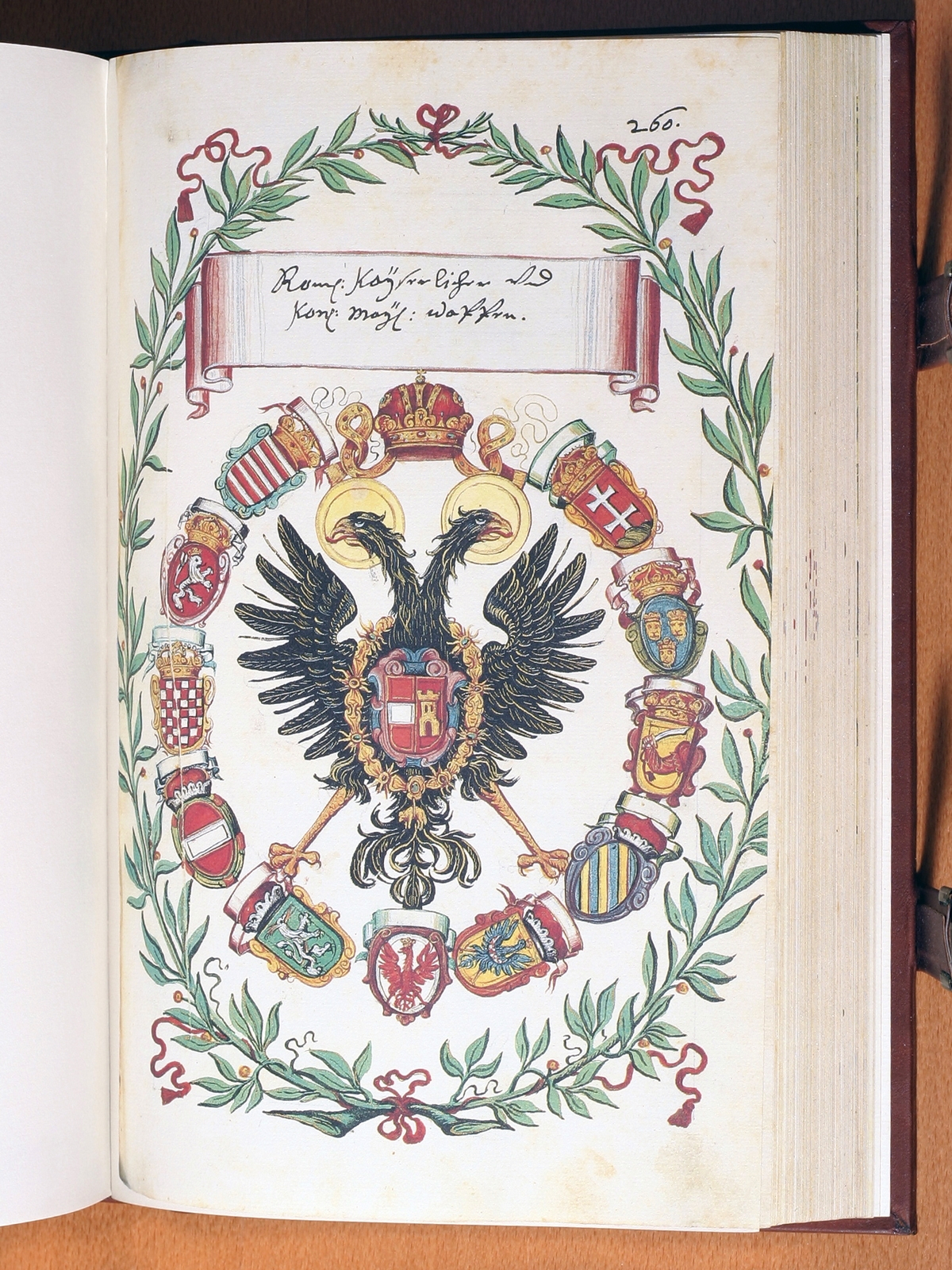
A német címerek fejezetének kezdőlapja Valvasor heraldikai művéből

## Művei
- Dominicae passionis icones, 1679, reprint 1970
- Topographia arcium Lambergianarum id est arces, castella et dominia in Carniolia habita possident comites a Lamberg. Bagenspergi, 1679, reprint 1995
- Topographia Ducatus Carnioliae modernae. 1679, reprint 1970
- Topographia Archiducatus Carinthiae modernae: das ist Controfee aller Stätt, Märckht, Clöster, undt Schlösser, wie sie anietzo stehen in dem Ertzhertzogthumb Khärnten. Wagensperg in Crain, 1681; Nürnberg, 1688
- Carniolia, Karstia, Histria et Windorum Marchia. Labaci, 1681
- Theatrum mortis humanae tripartitum: figuris aeneis illustratum : das ist: Schau-Bühne des menschlichen Todts in drey Theil : mit schönen Kupffer-Stichen geziehrt vnd an Tag gegeben; Laybach, Saltzburg, 1682
- Topographia Archiducatus Carinthiae antiquae & modernae completa: Das ist Vollkommene und gründliche Land - Beschreibung des berühmten Erz - Herzogthums Kärndten; Nürnberg, 1688
- Opus insignium armorumque … (1687-1688) (németül: Das Grosse Wappenbuch)
- Die Ehre dess Hertzogthums Crain: das ist, Wahre, gründliche, und recht eigendliche Belegen- und Beschaffenheit dieses Römisch-Keyserlichen herrlichen Erblandes; Laybach, 1689